# ANC Youth League
African National Congress Youth League är det sydafrikanska politiska partiet African National Congress ungdomsavdelning. Ordförande är Julius Malema. Känd person som varit med i detta förbund är Nelson Mandela.